# La Raison du plus faible
Ne doit pas être confondu avec La Raison du plus fort (2003), documentaire de Patric Jean.
Pour plus de détails, voir Fiche technique et Distribution.
La Raison du plus faible est un film belge de Lucas Belvaux, sorti en 2006.
Le film a été présenté en compétition au 59e Festival de Cannes. 
Le film s'inspire pour partie d'une prise d'otage réelle qui s'est déroulé en 1989 dans la région, la prise d'otage de Tilff.

## Synopsis
À Liège, pour pouvoir offrir une mobylette à la femme de leur copain Patrick, trois hommes vont tenter un très gros hold-up.
Il y a Patrick et Carole, un jeune couple qui ne s'en sort plus, Jean-Pierre et Robert, deux anciens métallos au chômage, dont un paralytique, et Marc, un petit délinquant repris de justice qui voudrait bien se ranger. L'étincelle qui va mettre le feu aux poudres est la panne du moteur de la mobylette de Carole, sans laquelle elle ne peut se rendre à la blanchisserie industrielle où elle gagne péniblement la paie du ménage. Patrick, sans emploi, n'a pas de quoi lui en acheter une nouvelle, et refuse par fierté l'aide d'un beau-père qui lui fait sentir son mépris.
Ces hommes décident de faire un casse, assorti d'une prise d'otages, chez des ferrailleurs qui démantèlent le haut-fourneau où travaillaient Jean-Pierre et Robert.
La préparation de ce hold-up donne lieu à une effervescence d'autant plus joyeuse et grotesque que les protagonistes sont a priori peu taillés pour l'action violente, la considérant avant tout comme un geste presque ludique de révolte et de réappropriation d'une dignité bafouée.

## Fiche technique
- Titre : La Raison du plus faible
- Réalisation : Lucas Belvaux
- Scénario : Lucas Belvaux
- Musique : Riccardo Del Fra
- Production : Patrick Sobelman et Diana Elbaum (pour AgatFilms et Entre Chien et Loup)
- Pays d'origine :  Belgique,  France
- Genre  : Drame et thriller
- Durée : 116 minutes
- Date de sortie : 19 juillet 2006 (France)

## Distribution
- Éric Caravaca : Patrick
- Natacha Régnier : Carole
- Lucas Belvaux : Marc
- Patrick Descamps : Jean-Pierre
- Claude Semal : Robert
- Elie Belvaux : Steve
- Gilbert Melki : le ferrailleur
- Théo Hebrans : le vieux joueur de cartes
- Philippe Anciaux : le commissaire Magis
- Renaud Rutten : Arsène
- Luc Thomas : le gendarme
- Christian Crahay : le père de Carole
- Raymonde Dullers : la voisine de Pascal
- Daniela Bisconti : Gina
- Andrée Cambier : la mère de Robert
- Giovanni Russo : le guide
- Félix Valentino : José
- Luc Lejeune : le vigile